# 고추장

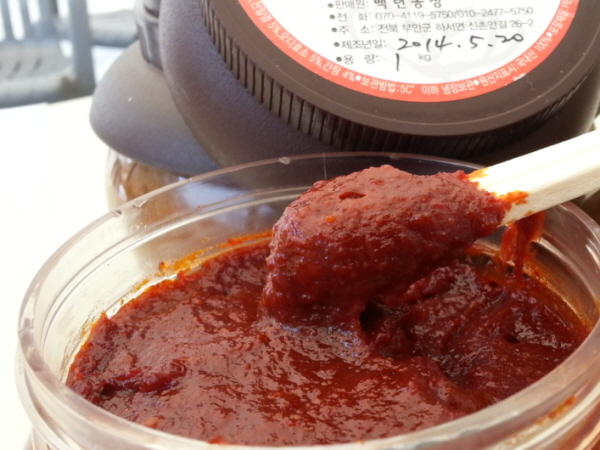
고추장

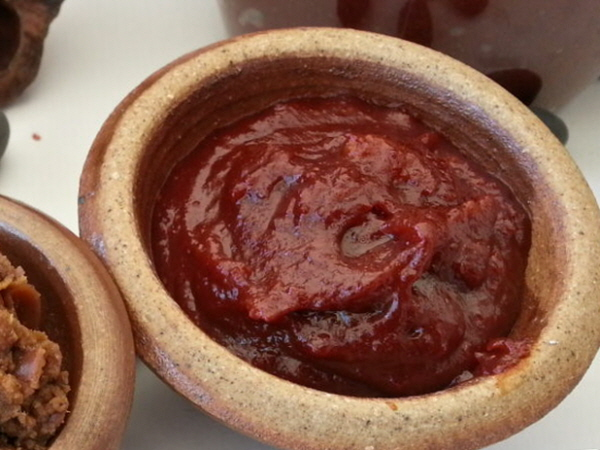
고추장

고추장(苦椒醬)은 고춧가루를 주원료로 하여 찹쌀과 메주 등을 섞어 만드는 한국의 전통음식이다. 된장, 간장과 함께 한국의 대표적인 전통 양념 중 하나로, 한국 요리에서 고추장의 쓰임새는 매우 다양하다. 담글 때 마늘, 무, 더덕, 도라지, 매실 등을 박아 넣어 장아찌를 만들기도 한다. 고추장은 섬진강에 인접한 전북특별자치도 순창군이 유명하다. 이밖에 원주시 정지뜰 지역 등에 토속적인 고추장이 있다.

## 역사
고추의 전래시기 및 경로에 대한 최초의 기록은 1614년 이수광이 쓴 《지봉유설》에 근거한 것으로 "〈만초〉(蠻椒)는 일본을 거쳐 온 것으로서 ‘왜겨자’라고도 한다."고 나와 있다. 1760년 이익이 정리한 것을 조카들이 출간한 백과사전 《성호사설》, 이규경의 방대한 60권 백과사전인 《오주연문장전산고》 등에도 〈번초〉(蕃椒)가 일본에서 도입되었고, 그 시기가 선조 임진왜란 이후라고 하였다.
그러나 한국식품연구원 권대영 박사팀과 한국학중앙연구원 정경란 책임연구원은 한국과 중국의 고문헌을 공동 연구해 고추장에 대한 기록을 통해 15세기 초의 문헌에서 관련 기록을 찾아냈다고 밝혔다. 그는 1433년 세종 15년 발간된 《향약집성방》과 1460년 세조 6년에 발간된 《식료찬요》에 등장하는 ‘초장’(椒醬)이라는 표현이 고추장이라고 주장하였다. 그는 고추가 임진왜란 때 들어왔다면 100년 안에 발효식품을 탄생시켜 임금님이 즐겨 먹을 정도로 전국적으로 유명해졌다는 말이지만, 그 당시의 정보 교류의 시대적 배경으로 보면 불가능하다고 주장했다. 식품학계에선 한 재료에서 발효 음식이 우연히 발견되기까지는 200년 이상 걸린다고 본다. 고추가 전국적으로 퍼지는 데 적어도
100년, 김치나 고추장 같은 저장법을 발견하는 데 약 200년.임란때 고추가 들어왔다면 결국 김치나 고치장이 1900년대에 들어서야 생긴 셈이고, 전국적으로 퍼지고
수십가지 종류가 생기려면 그때부터 다시 적어도 100년이 걸린다. 하지만 현재 전국적으로 김치 종류만 100가지가 넘으니 말이 안 된다. 한국식품연구원 권대영 박사는 고추장은 적어도 1000년 되었고 고추는 이보다도 훨씬 전부터 존재했다 라고 주장한다.
조선시대 어의 이시필(1657년∼1724년)의 《소문사설》(謏聞事說)에는 순창고추장의 제조법이 최초로 기록되어 있다.
1740년 영조 때 이표가 쓴 《수문사설》의 〈순창 고추장 조법〉에는 곡창 지대인 순창 지방의 유명한 고추장 제조법이 기록되어 있는데 전복, 큰 새우(대하), 홍합, 생강 등을 첨가하여 만든다고 기록되어 있다.
1766년 영조 42년 유학자 유중림이 홍만선의 《산림경제》를 늘리고 보충하여(증보) 간행한 농업서적인 《증보산림경제》에도 고추장을 담그는 법에 관한 기록이 등장한다.

## 제조법
고춧가루를 주원료로 찹쌀가루와 메주가루, 소금, 물 등을 섞은 후, 옹기에 담아 뚜껑을 밀봉한 뒤에 서늘한 곳에서 발효시켜 만든다. 고추장을 만들 때 일반적으로 쓰이는 찹쌀가루 대신에 쌀, 밀, 또는 보리를 빻은 가루를 쓸 수도 있다. 단맛을 내기 위해 엿기름, 꿀, 설탕, 식초 등을 첨가하기도 한다

### 표준화
고추장 매운 맛의 등급화는 고추장 제조 기업들 간에 여러 번 시도가 되었지만, 각 업체의 이해관계로 인해 번번이 무산되었다가 KS 규격안으로 2010년 5월 1일 최종 고시되었다. 여기에 따르는 매운 맛은 다음과 같이 분류된다.
| 단계 | 한글명      | 영문명        | GHU     |
| ---- | ----------- | ------------- | ------- |
| 5    | 매우 매운맛 | Extremely hot | 100이상 |
| 4    | 매운맛      | Very hot      | 75-100  |
| 3    | 보통 매운맛 | Medium hot    | 45-75   |
| 2    | 덜 매운맛   | Slightly hot  | 30-45   |
| 1    | 순한 매운맛 | Mildly hot    | 30미만  |

괄호 안의 숫자는 매운 맛을 수치화시킨 것이며, GHU(Gochujang Hot taste Unit)은 고추장의 매운 맛의 단위를 의미한다. 이것은 2011년 1월 1일부터 인증을 받은 고추장에 의무적으로 적용된다.

## 음식
고추장을 사용하여 요리한 대표적인 음식에는 떡볶이, 불닭, 닭갈비 등 여러 가지 음식이 있으며, 특히 볶음 음식에는 매운 고추장이 많이 들어간다.

## 같이 보기
- 남 프릭 파오
- 사하위끄
- 아지카
- 하리사
- 된장
- 쌈장
- 간장
- 발효